# Jackie Kelso
Jackie Kelso, geboren als John Joseph Kelson Jr. (Los Angeles, 27 februari 1922 - 27 april 2012), was een Amerikaanse rhythm-and-blues en jazzmuzikant (saxofoon, klarinet, fluit).

## Biografie
Kelso studeerde tijdens de jaren 1930 aan het Gray Conservatory en begon op 15-jarige leeftijd met zijn professionele carrière in het orkest van Jerome Myart. Tijdens de jaren 1940 speelde hij bij C.L. Burke, Barney Bigard, Marshall Royal, Lucky Thompson, Kid Ory, Benny Carter, Benny Goodman, Lionel Hampton en Roy Milton. Tijdens de jaren 1950 trad hij ook op met Johnny Otis (Rock 'N Roll Hit Parade Volume 1), Billy Vaughan, Nelson Riddle, Bill Berry, Frank Capp-Nat Pierce Juggernaut, Ray Anthony, Bob Crosby en Duke Ellington.
In 1960 was hij lid van de instrumentale studio-rockband The Piltdown Men, waartoe ook Tommy Tedesco behoorde. Tussen 1964 en 1984 werkte hij als studiomuzikant. Daarbij ontstonden opnamen met onder andere Lalo Schifrin (Gone with the Wave, 1964), Quincy Jones, Johnny Rivers, Sarah Vaughan, José Feliciano, Bobby Bland, Hampton Hawes, Kris Kristofferson, Steely Dan, Mercer Ellington en Mink DeVille. Bovendien toerde hij met Lionel Hampton, Ellington en Billy Vaughan. Hij werkte ook mee aan The concert for Bangladesh. In 1984 verliet hij de muziekbusiness om te reizen. In 1986 werkte hij nog mee bij het album Lifetime Friend van Little Richard, in 1991 bij de Miles Davis/Michel Legrand-productie Dingo. Hij keerde in 1995 terug om op te treden met het Count Basie Orchestra, waartoe hij nog tot 1998 behoorde.

## Overlijden
Jackie Kelso overleed in 2012 op 90-jarige leeftijd.